# Vanves
Vanves – miejscowość i gmina we Francji, w regionie Île-de-France, w departamencie Hauts-de-Seine.
Według danych na rok 2012 gminę zamieszkiwało 27 367 osób, a gęstość zaludnienia wynosiła 17 543  osób/km². Wśród 1287 gmin regionu Île-de-France Vanves plasuje się na 876. miejscu pod względem powierzchni.

Położenie Vanves w ramach aglomeracji paryskiej

W 1835 w Vanves zmarł Bonawentura Niemojowski.

## Współpraca
- Lehrte, Niemcy
- Ballymoney, Irlandia Północna
- Rosz ha-Ajin, Izrael